# George Van Biesbroeck
George Van Biesbroeck, född 21 januari 1880 i Gent, Belgien, död 23 februari 1974, var en belgisk-amerikansk astronom.
Minor Planet Center listar honom som upptäckare av 16 asteroider mellan 1922 och 1939. Han upptäckte även den periodiska kometen 53P/Van Biesbroeck och de två ickeperiodiska kometerna C/1925 W1 och C/1935 Q1. Van Biesbroeck tilldelades Valzpriset 1928 och James Craig Watson-medaljen 1957.

## Eftermäle
- 1781 Van Biesbroeck - en asteroid.[5]
- Van Biesbroeck - en månkrater.[6]
- Van Biesbroecks stjärna - en stjärna.

## Asteroid upptäckt av George Van Biesbroeck
| 990 Yerkes          | 23 november 1922 |
| 993 Moultona        | 12 januari 1923  |
| 1024 Hale           | 2 december 1923  |
| 1027 Aesculapia     | 11 november 1923 |
| 1033 Simona         | 4 september 1924 |
| 1045 Michela        | 19 november 1924 |
| 1046 Edwin          | 1 december 1924  |
| 1079 Mimosa         | 14 january 1927  |
| 1270 Datura         | 17 december 1930 |
| 1312 Vassar         | 27 juli 1933     |
| 1464 Armisticia     | 11 november 1939 |
| 2253 Espinette      | 30 juli 1932     |
| 2463 Sterpin        | 10 mars 1934     |
| 3211 Louispharailda | 10 februari 1931 |
| 3378 Susanvictoria  | 25 november 1922 |
| 3641 Williams Bay   | 24 november 1922 |